# 4K
Il 4K (2160p), anche detto Ultra HD (denominazione coniata dalla Blu-ray Disc Association), UHD o UHD-1 è uno standard per la risoluzione della TV digitale UHD, del cinema digitale e della computer grafica.

Confronto fra le risoluzioni digitali: VCD, DVD, 720p, 1080p, 2K e 4K

Il nome "4K" (4 mila), indica l'approssimazione della sua risoluzione orizzontale, pari a 4096 (DCI) o 3840 pixel (Ultra HD); il fatto che il nome richiami la risoluzione orizzontale è l'esatto contrario di quanto fatto per i suoi predecessori: il 720p e il 1080p erano così stati denominati per indicare il numero esatto di pixel sull'asse verticale, in analogia alle trasmissioni analogiche per le quali veniva indicato il numero di righe tracciate sul cinescopio. Nel quadro della convenzione precedente, uno schermo 4K UHDTV andrebbe denominato 2160p e l'adozione della nomenclatura "4K" rispecchia probabilmente strategie di marketing atte a sottolineare un'evoluzione maggiore di quella effettiva.

## Confusione tra i formati grafici

Differenza dimensionale dei pixel tra i formati video televisivi SD, HD, Full HD e Ultra HD (8K) su monitor con pari estensione verticale

Con "4K" si indicano usualmente due risoluzioni distinte, sebbene vicine fra loro: la risoluzione 4096×2160 pixel (ossia la "4K" propriamente detta), nata in ambito cinematografico, e la risoluzione 3840×2160 pixel (ossia Ultra HD propriamente detta), nata in ambito televisivo. Nel linguaggio comune si confondono le denominazioni, per cui quando si indica uno schermo 4K, normalmente si intende uno schermo Ultra HD.
Talvolta si incontrano anche confusioni col formato informatico QHD, dalla risoluzione ben inferiore: Quad High Definition (Quad HD), è 2560×1440 pixel nel rapporto d'aspetto 16:9, chiamato anche 1440p, quattro volte lo standard HD 720p.

## Cinema digitale

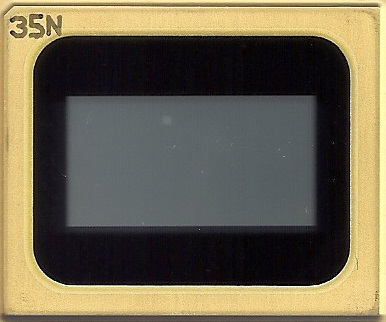
4K DLP CINEMA (Texas Instruments)

Nel cinema digitale, la risoluzione in pixel dipende dal tipo di rapporto d'aspetto. Esempi di cineprese 4K sono dell'azienda Dalsa Origin (annunciata nel 2003, ma lanciata nel 2006 come prima cinepresa commerciale digitale in 4K) e la Red One (annunciata nel 2006 e lanciata nel 2007). La Dalsa Origin registra in 4096×2048 mentre la Red One in 4096×2304. La prima macchina da presa e di proiezione in 4K per il grande schermo è stata presentata da Sony per pellicole digitali in 3D, sistema generalmente conosciuto come Sony 4K con la sua relativa tecnologia, battezzata 4K SXRD. 
Il primo documentario commercializzato con questa tecnologia è TimeScapes di Tom Lowe:.
Il primo film italiano interamente girato in 4K con tre cineprese RED è un lungometraggio drammatico di Giuseppe Lazzari Sentirsi dire - Quello che i genitori non vorrebbero mai (2011) distribuito dalla major americana Universal Studios dal 14 dicembre 2011.
Il blu-ray del film Captain Phillips - Attacco in mare aperto è stato masterizzato in 4K.
I film di Peter Jackson, Lo Hobbit - Un viaggio inaspettato, Lo Hobbit - La desolazione di Smaug e Lo Hobbit - La battaglia delle cinque armate erano previsti per essere girati in 4K, risoluzione sostituita poi dai 5K della nuovissima Red Epic, che ha permesso inoltre, viste le sue modeste dimensioni, di riprendere in stereoscopia in maniera più agevole di come lo sarebbe stato con la più ingombrante Red One Camera (i master finali dei film sono tuttavia in risoluzione 2K).
Il 15 ottobre 2013, il gruppo musicale alternative rock britannico Muse ha annunciato che il suo concerto tenuto allo Stadio Olimpico di Roma del 6 luglio 2013 è stato registrato in 4K per essere distribuito nei cinema. Il film concerto, intitolato Muse - Il concerto allo Stadio Olimpico di Roma, è il primo in assoluto a essere stato registrato con questa tecnica.
| Standard per film in digitale | Standard per film in digitale | Standard per film in digitale | Standard per film in digitale |
| Standard                      | Risoluzione                   | RdA                           | Pixel                         |
| ----------------------------- | ----------------------------- | ----------------------------- | ----------------------------- |
| Apertura massima 4K           | 4096 × 3112                   | 1,32:1                        | 12 746 752                    |
| Academy Standard 4K           | 3656 × 2664                   | 1,37:1                        | 9 739 584                     |
| Anamorphic Scope 4K           | 4096 × 1716                   | 2,39:1                        | 7 028 736                     |
| Academy Flat 4K               | 3996 × 2160                   | 1,85:1                        | 8 631 360                     |